# Campionati europei di atletica leggera indoor 1990
I XXI campionati europei di atletica leggera indoor si sono svolti a Glasgow, nel Regno Unito, presso il Kelvin Hall, dal 3 al 4 marzo 1990.

## Nazioni partecipanti
Tra parentesi, il numero di atleti partecipanti per nazione.
- Andorra (1)
- Austria (8)
- Belgio (4)
- Bulgaria (6)
- Cecoslovacchia (20)
- Cipro (3)
- Danimarca (2)
- Finlandia (5)
- Francia (23)
- Germania Est (21)

- Germania Ovest (38)
- Grecia (11)
- Irlanda (7)
- Islanda (3)
- Italia (30)
- Jugoslavia (6)
- Norvegia (6)
- Paesi Bassi (4)
- Polonia (7)

- Portogallo (13)
- Regno Unito (48)
- Romania (13)
- Spagna (32)
- Svezia (13)
- Svizzera (4)
- Turchia (2)
- Ungheria (12)
- Unione Sovietica (28)

## Risultati

### Uomini
| Specialità | Oro               | Prestazione | Argento                | Prestazione | Bronzo                             | Prestazione |
| Corse piane |                   |             |                        |             |                                    |             |
| 60 metri | Linford Christie  | 6"56        | Pierfrancesco Pavoni   | 6"59        | Jiří Valík                         | 6"63        |
| 200 metri | Sandro Floris     | 21"01       | Nikolay Antonov        | 21"04       | Bruno Marie-Rose                   | 21"28       |
| 400 metri | Norbert Dobeleit  | 46"08       | Jens Carlowitz         | 46"09       | Cayetano Cornet                    | 46"01       |
| 800 metri | Tom McKean        | 1'46"22     | Tomás de Teresa        | 1'47"22     | Zbigniew Janus                     | 1'47"37     |
| 1.500 metri | Jens-Peter Herold | 3'44"39     | Fermín Cacho           | 3'44"61     | Tony Morrell                       | 3'44"83     |
| 3.000 metri | Eric Dubus        | 7'53"94     | Jacky Carlier          | 7'54"75     | Branko Zorko                       | 7'54"77     |
| Corse a ostacoli |                   |             |                        |             |                                    |             |
| 60 metri ostacoli | Igors Kazanovs    | 7"52        | Tony Jarrett           | 7"58        | Florian Schwarthoff                | 7"61        |
| Corse su strada |                   |             |                        |             |                                    |             |
| 5 km marcia | Michail Ščennikov | 19'00"62    | Giovanni De Benedictis | 19'02"90    | Axel Noack                         | 19'08"36    |
| Salti |                   |             |                        |             |                                    |             |
| Salto in alto | Artur Partyka     | 2,33 m      | Arturo Ortíz           | 2,30 m      | Dietmar Mögenburg Gerd Nagel       | 2,30 m      |
| Salto con l'asta | Rodion Gataullin  | 5,80 m      | Grigorij Egorov        | 5,75 m      | Hermann Fehringer Thierry Vigneron | 5,70 m      |
| Salto in lungo | Dietmar Haaf      | 8,11 m      | Emiel Mellaard         | 8,08 m      | Robert Ėmmijan                     | 8,06 m      |
| Salto triplo | Igor' Lapšin      | 17,14 m     | Oleg Sakirkin          | 16,70 m     | Tord Henriksson                    | 16,69 m     |
| Lanci |                   |             |                        |             |                                    |             |
| Getto del peso | Klaus Bodenmüller | 21,03 m     | Ulf Timmermann         | 20,43 m     | Oliver-Sven Buder                  | 20,20 m     |
| record mondiale; record mondiale stagionale; record europeo; record europeo stagionale; record dei campionati; record nazionale; record personale; record personale stagionale. |                   |             |                        |             |                                    |             |

### Donne
| Specialità | Oro                   | Prestazione | Argento             | Prestazione | Bronzo              | Prestazione |
| Corse piane |                       |             |                     |             |                     |             |
| 60 metri | Ulrike Sarvari        | 7"10        | Laurence Bily       | 7"13        | Nelli Fiere-Cooman  | 7"14        |
| 200 metri | Ulrike Sarvari        | 22"96       | Natal'ja Kovtun     | 23"01       | Galina Mal'čugina   | 23"04       |
| 400 metri | Marina Šmonina        | 51"22       | Iolanda Oanta       | 52"22       | Judit Forgács       | 53"02       |
| 800 metri | Ljubov' Gurina        | 2'01"63     | Sabine Zwiener      | 2'02"23     | Lorraine Baker      | 2'02"42     |
| 1.500 metri | Doina Melinte         | 4'09"73     | Sandra Gasser       | 4'10"13     | Violeta Beclea      | 4'10"44     |
| 3.000 metri | Elly van Hulst        | 8'57"28     | Margareta Keszeg    | 8'57"50     | Andrea Hahmann      | 9'00"31     |
| Corse a ostacoli |                       |             |                     |             |                     |             |
| 60 metri ostacoli | Lyudmila Narozhilenko | 7"74        | Monique Ewanjé-Épée | 7"84        | Mihaela Pogacian    | 7"99        |
| Corse su strada |                       |             |                     |             |                     |             |
| 3 km marcia | Beate Anders          | 11'59"36    | Ileana Salvador     | 12'18"84    | Annarita Sidoti     | 12'27"94    |
| Salti |                       |             |                     |             |                     |             |
| Salto in alto | Heike Redetzky        | 2,00 m      | Britta Vörös        | 1,94 m      | Galina Astafei      | 1,94 m      |
| Salto in lungo | Galina Čistjakova     | 6,85 m      | Olena Chlopotnova   | 6,74 m      | Helga Radtke        | 6,66 m      |
| Salto triplo | Galina Čistjakova     | 14,14 m     | Helga Radtke        | 13,63 m     | Ana Isabel Oliveira | 13,44 m     |
| Lanci |                       |             |                     |             |                     |             |
| Getto del peso | Claudia Losch         | 20,64 m     | Natal'ja Lisovskaja | 20,35 m     | Grit Hammer         | 19,34 m     |
| record mondiale; record mondiale stagionale; record europeo; record europeo stagionale; record dei campionati; record nazionale; record personale; record personale stagionale. |                       |             |                     |             |                     |             |

## Medagliere
Legenda
     Paese ospitante
| Posizione | Paese            | Oro | Argento | Bronzo | Totale |
| --------- | ---------------- | --- | ------- | ------ | ------ |
| 1         | Unione Sovietica | 9   | 5       | 2      | 16     |
| 2         | Germania Ovest   | 5   | 2       | 3      | 10     |
| 3         | Germania Est     | 2   | 3       | 5      | 10     |
| 4         | Francia          | 2   | 3       | 2      | 7      |
| 5         | Regno Unito      | 2   | 1       | 2      | 5      |
| 6         | Italia           | 1   | 3       | 1      | 5      |
| 7         | Romania          | 1   | 2       | 3      | 6      |
| 8         | Paesi Bassi      | 1   | 1       | 1      | 3      |
| 9         | Austria          | 1   | 0       | 1      | 2      |
| 9         | Polonia          | 1   | 0       | 1      | 2      |
| 11        | Spagna           | 0   | 2       | 1      | 3      |
| 12        | Bulgaria         | 0   | 1       | 0      | 1      |
| 12        | Svizzera         | 0   | 1       | 0      | 1      |
| 14        | Cecoslovacchia   | 0   | 0       | 1      | 1      |
| 14        | Ungheria         | 0   | 0       | 1      | 1      |
| 14        | Portogallo       | 0   | 0       | 1      | 1      |
| 14        | Jugoslavia       | 0   | 0       | 1      | 1      |
| Totale    | Totale           | 25  | 25      | 27     | 77     |